# Maravilla Tenejapa
Maravilla Tenejapa é um município do estado do Chiapas, no México. A população do município calculada no censo 2005 era de 10.906 habitantes.